# Piața Romană
Piața Romană és una intersecció important del sector 1, al centre de Bucarest. A la plaça romana es creuen dos bulevards importants: el bulevard Lascăr Catargiu (que es dirigeix al nord-oest fins a la plaça Victoriei) i el bulevard Magheru (que es dirigeix cap al sud fins a la plaça de la Universitat). Les dues carreteres coincideixen geogràficament amb la línia de metro M2. Dacia Boulevard creua la plaça d'est a oest.

## La història
La plaça va aparèixer a principis del segle xx, amb el desenvolupament dels bulevards Lascăr Catargiu i Dacia. Els fronts del mercat difereixen en grandària i estil, gran part de la Belle Époque i del període d'entreguerres.

Entre 1997 i 2010, a la plaça hi havia una lupa capitolina, símbol de la llatinitat. L'estàtua es va traslladar al bulevard IC Brătianu.

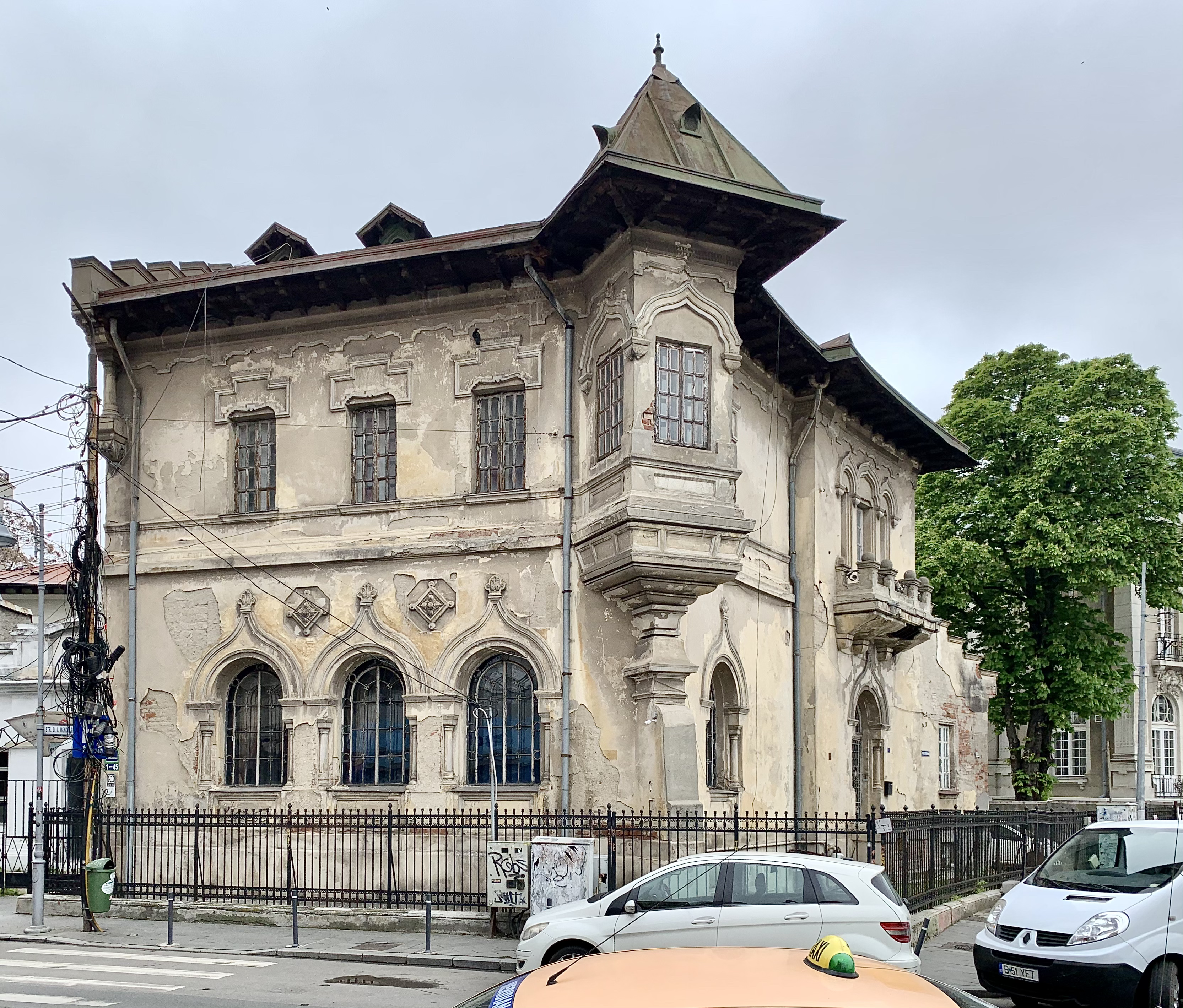
Casa Nicolae Petrașcu, 1900-1904, de Ion Mincu
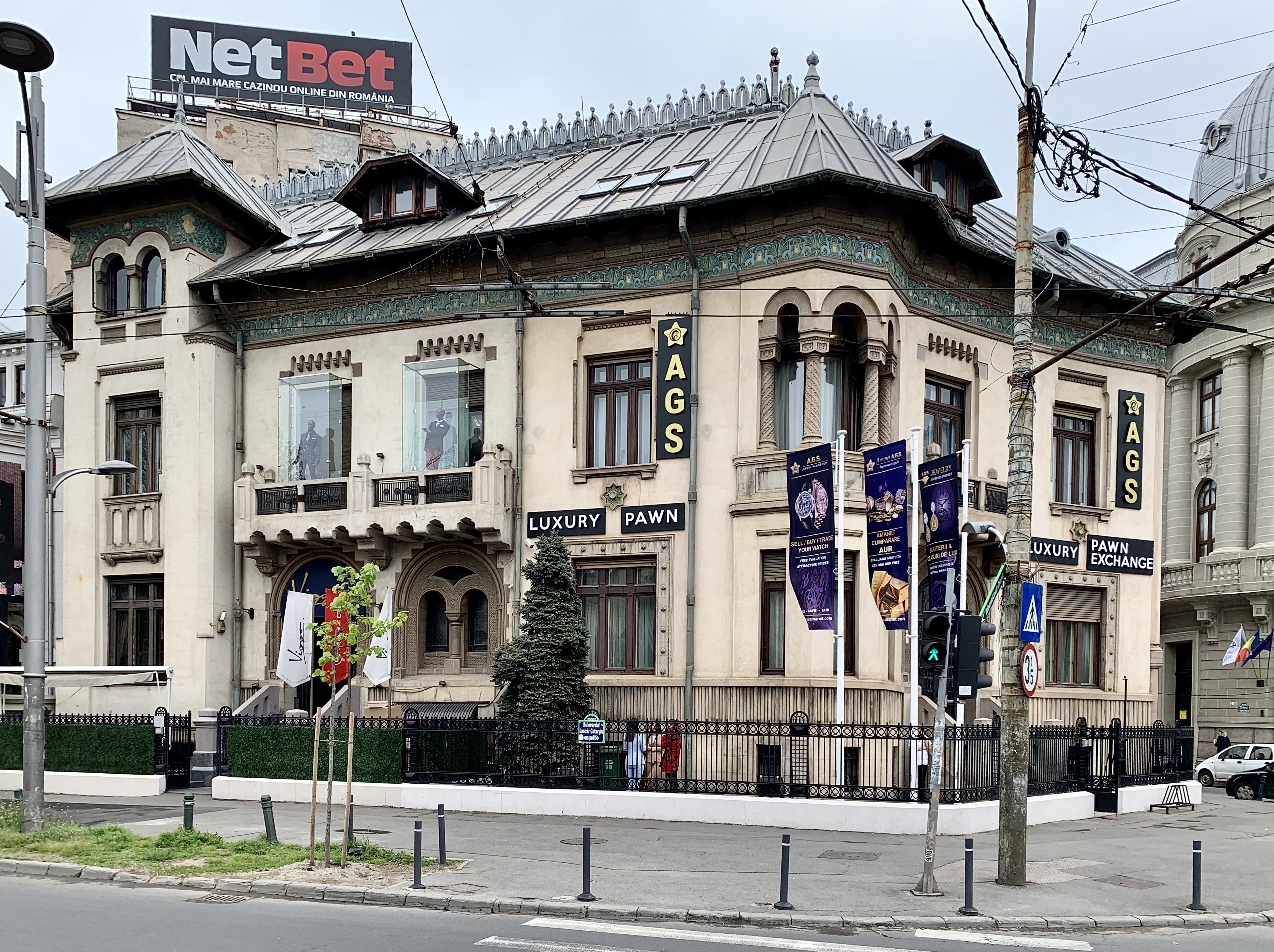
Casa Gheorghe Petrașcu, 1912, de Spiru Cegăneanu
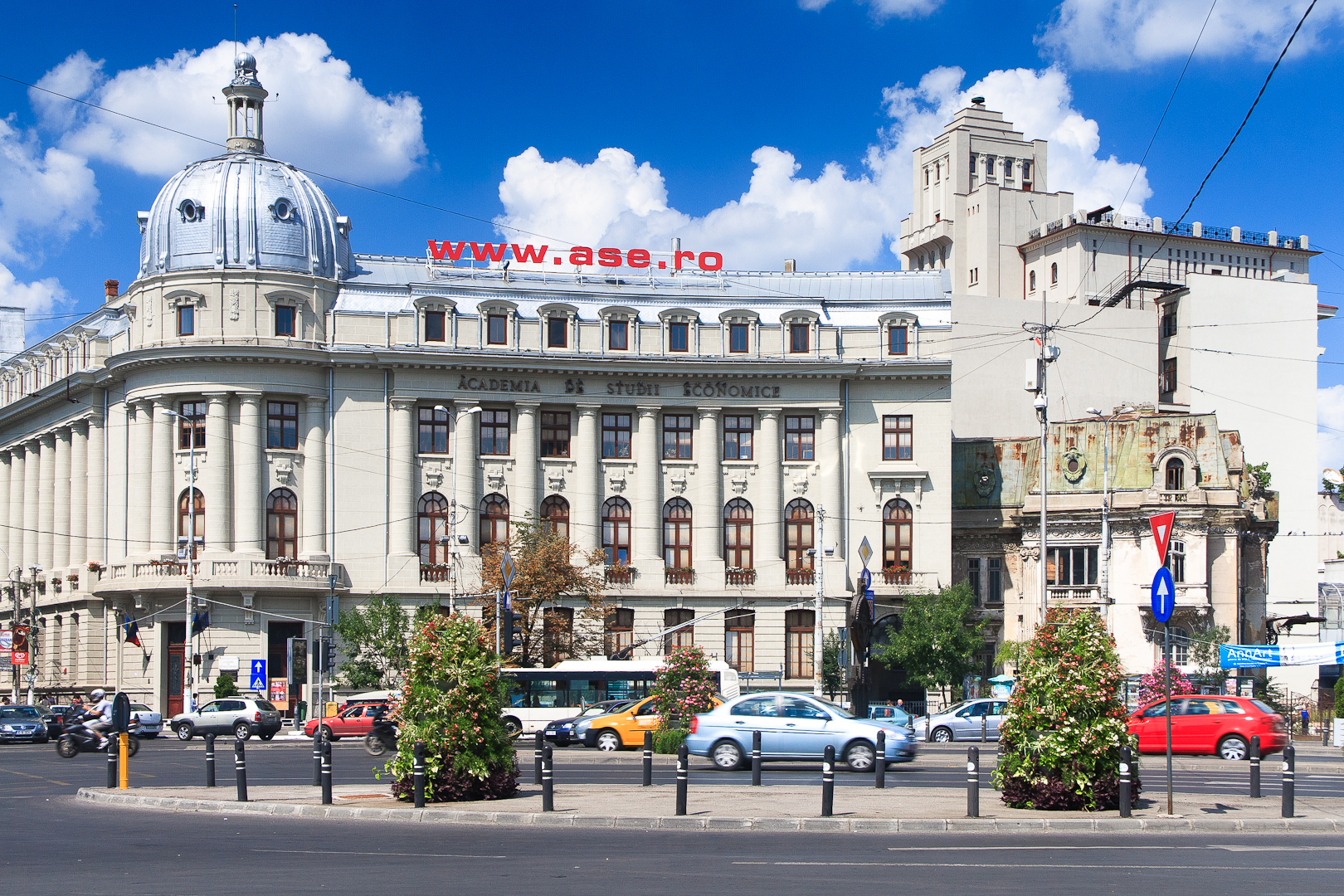
Acadèmia d'Estudis Econòmics (ASE), 1916-1926, de Grigore Cerkez, Edmond van Sannen Algi
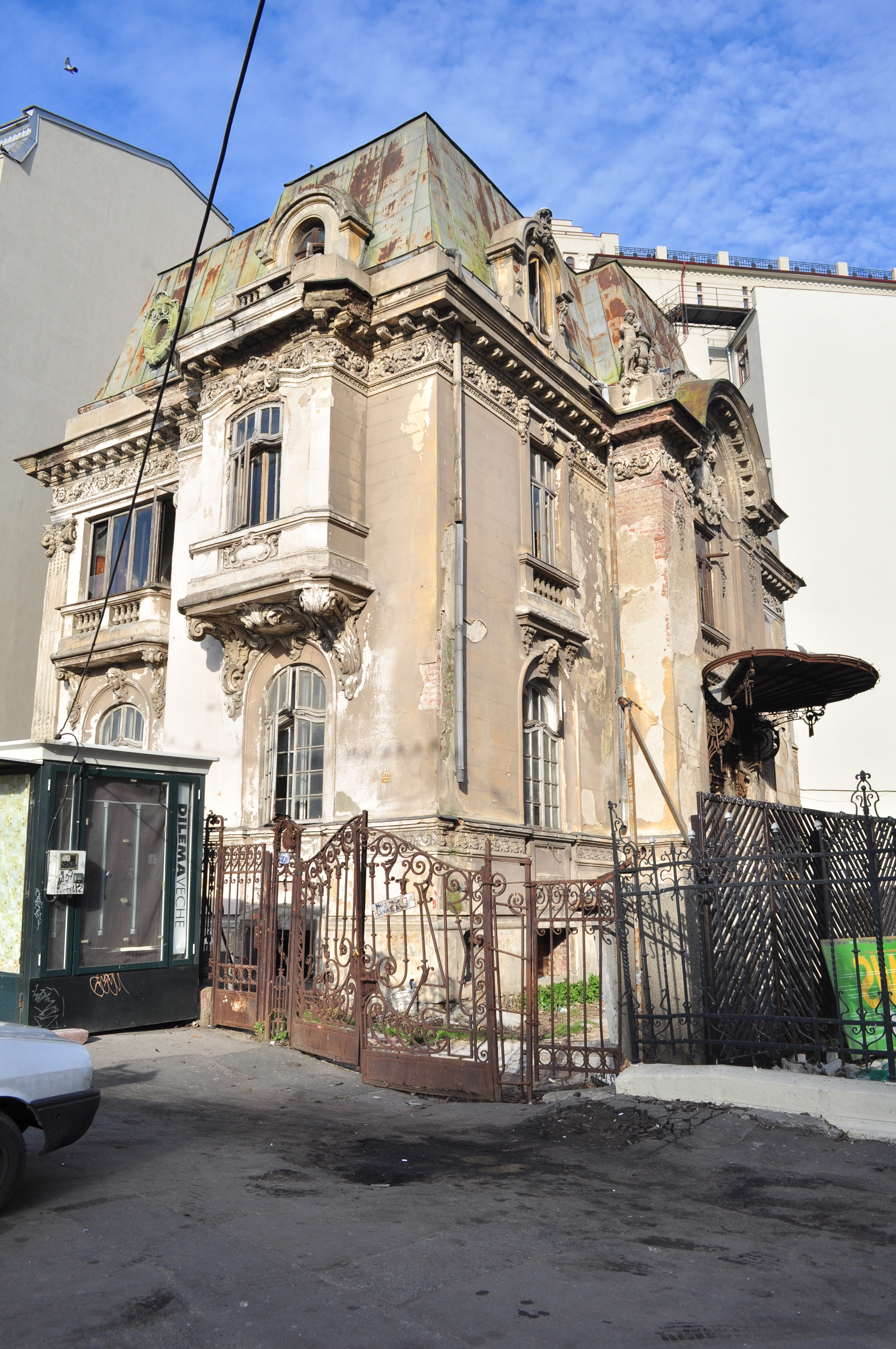
Casa Nanu-Muscel, data desconeguda, d'Ernest Doneaud
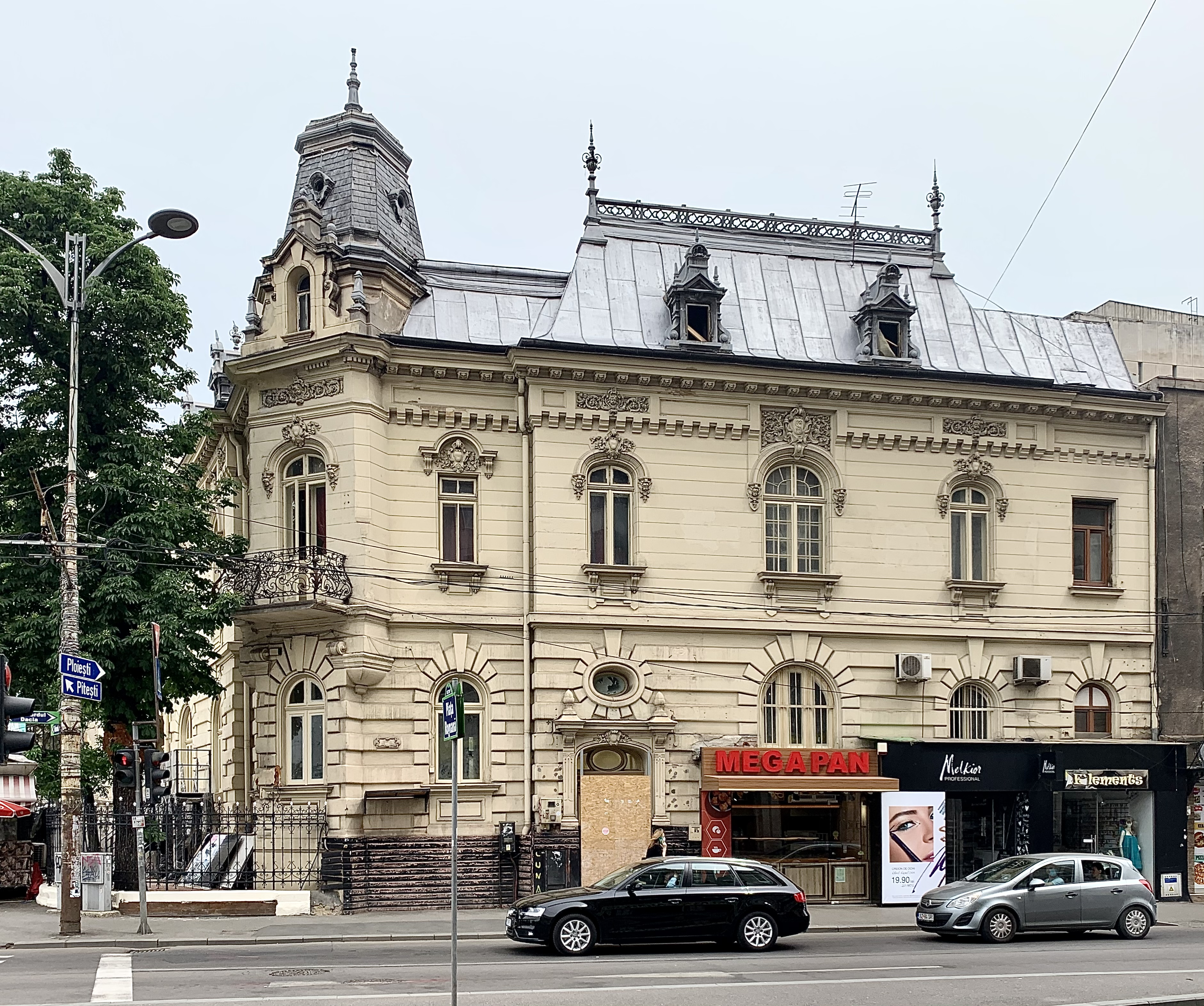
Casa Sabba Ștefănescu, data desconeguda, arquitecte desconegut
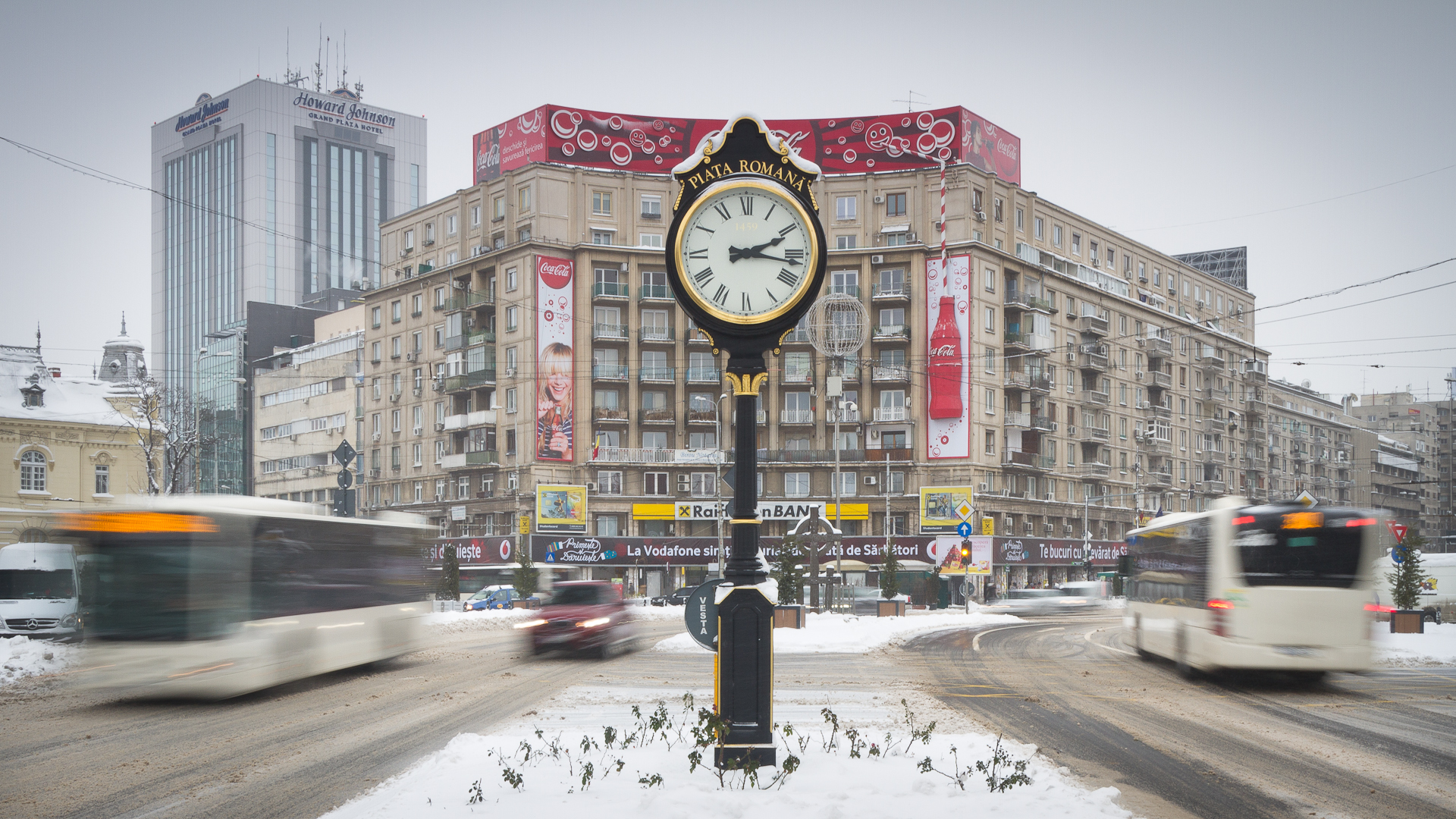
Bloc de columnes, 1955-1959, de Sofia Ungureanu

## L'economia de la zona
La plaça romanesa implica per als propietaris de restaurants, hotels i botigues de roba un negoci de 60-70 milions d'euros anuals. El jugador més important de la zona, començant pel restaurant McDonald's i la botiga Miniprix, segueix a l'ASE i l'hotel Duke i després als cafès de Dorobanti i als bars de la plaça Lahovari, és l'Acadèmia d'Estudis Econòmics de Bucarest (ASE).